# Flugplatz Kapfenberg

i7
i11
i13
Der Flugplatz Kapfenberg (ICAO-Code: LOGK) ist ein privater Flugplatz in Kapfenberg im österreichischen Bundesland Steiermark. Er wird durch den KSV Motor-Flugsportverein und Motor-Zivilluftfahrerschule betrieben.

## Lage
Der Flugplatz liegt etwa 4 km nordwestlich des Zentrums der Gemeinde Kapfenberg. Naturräumlich liegt der Flugplatz im südlichen Teil des Mürztals zwischen den Mürztaler und den Fischbacher Alpen.

## Flugbetrieb
Am Flugplatz Kapfenberg findet Flugbetrieb mit Segelflugzeugen, Motorseglern, Ultraleichtflugzeugen, Motorflugzeugen, Tragschraubern und Hubschraubern statt. Der Flugplatz verfügt über eine 600 m lange Start- und Landebahn aus Gras. Segelflugzeuge starten per Flugzeugschlepp. Nicht am Platz stationierte Flugzeuge benötigen eine Genehmigung des Platzhalters (PPR), um in Kapfenberg landen zu können. Der Flugplatz verfügt über eine Tankstelle für AvGas, MoGas und Jet A1.